# The Signal (film 2007)
The Signal è un film horror indipendente del 2007 diretto da David Bruckner, Dan Bush e Jacob Gentry.
Il film è suddiviso in tre parti e racconta il divulgarsi di un misterioso segnale, propagato da telefoni, radio, televisione ed altri mezzi tecnologici, che crea un'epidemia di follia omicida nella gente. I tre capitoli, chiamati "transmission", sono diretti ciascuno da uno dei tre registi ed ognuno rappresenta un punto di vista differente, toccando diversi generi cinematografici, dall'horror/splatter del primo, passando dall'humor nero del secondo fino alla cupa storia d'amore del finale.
Presentato in anteprima al Sundance Film Festival nel gennaio 2007, il film è stato distribuito con una censura di tipo R, a causa di scene di sangue, violenza e breve nudità.

## Trama
Alla vigilia di Capodanno, nella città di Terminus, Mya sta tradendo il marito Lewis con Ben, i due amanti si ripromettono di lasciare presto la città insieme. Preoccupata per la gelosia del marito, Mya cerca di contattare l'uomo telefonicamente per tranquillizzarlo, ma il cellulare sembra non funzionare, emette uno strano rumore. Tornando a casa mentre ascolta un CD regalatogli da Ben, Mya inizia a notare lo strano comportamento della gente e dei vicini di casa. Una volta nel suo appartamento, la donna viene interrogata dal marito Lewis, che è in compagnia dei due amici Jerry e Rod, intenti a fissare immagini psichedeliche sul televisore. Lewis inizia a manifestare un atteggiamento aggressivo che lo porta a colpire con una mazza da baseball l'amico Jerry, uccidendolo. Mya presa dal panico scappa, lasciando Lewis e Rod in lotta.
Mya si nasconde nell'appartamento della vicina fino al mattino, quando sembra essere tornata la calma torna nel suo appartamento e trova Lewis legato ad una sedia. La donna lo lascia in quello stato e se ne va, ma viene bloccata da Rod, che una volta resisi conto di non essere entrambi vittime del segnale decidono di scappare assieme. Una volta in macchina la radio si accende e Rod viene esposto al segnale, appena si manifestato i primi squilibri nell'uomo, Mya è costretta a provocare un incidente.
La storia vira dal punto di vista di Ben, che trova Lewis legato alla sedia e lo libera, ma l'uomo tramortisce Ben e lo chiude nel retro del suo furgone da disinfestatore. In un appartamento poco distante, Anna, intenta ad organizzare la festa di fine anno, ha appena ucciso il marito Ken, mentre Clark ha decapitato Rod. Lewis bussa alla porta, presentandosi come un disinfestatore nel tentativo di familiarizzare con Anna e Clark. I tre sono vittime di allucinazioni, in cui Lewis vede in Anna la moglie. Dopo aver ucciso un'amica di Anna ed un ignaro invitato al party, Lewis si rende conto che Anna non è Mya ed inizia a spruzzargli l'insetticida negli occhi fino a renderla cieca ed infine la costringe ad ingerire il veleno. Clark, sotto l'effetto psichedelico del segnale, dice a Lewis che Mya si trova al binario 13 della stazione, ma l'arrivo di Ben pone fine all'ira di Lewis che rimane tramortito a terra, permettendo a Ben e Clark di darsi alla fuga.
Ben e Clark scappano inseguiti da Lewis. In seguito Ben convince Clark che il segnale è una menzogna e che concentrandosi può spezzare gli effetti del segnale. Una volta arrivati alla stazione ferroviaria, i due uomini trovano Mya legata ad una sedia obbligata a guardare ripetutamente il segnale. All'improvviso appare Lewis, Ben riesce a convincere l'uomo che è lui il marito di Mya, invertendo i ruoli e modificando gli effetti del segnale. Distruggendo il segnale diffuso da un televisore, Lewis trova la morte rimanendo folgorato.
Il film mostra un finale ambiguo, in cui Ben, Mya e Clark fuggono cercando la salvezza via da Terminus, ma successivamente viene mostrata Mya ancora legata alla sedia, sotto shock e provata dalla lunga esposizione al segnale. Ben le mette le cuffie alle orecchie e una lacrima scivola sul viso della donna; che questo sia l'effettiva fine, o ciò che accade prima dell'ipotetica fuga da Terminus, spetta deciderlo al pubblico.

## Produzione
Inizialmente il film nasce come un progetto sperimentale chiamato Exquisite Corpse, in cui uno dei tre registi avrebbe dovuto iniziare la storia e affidare agli altri il prosieguo. Successivamente è stato realizzato come un vero e proprio film, suddiviso in tre capitoli, ognuno girato da un differente regista.
Girato in digitale in sole due settimane ad Atlanta, città natale dei tre registi. Il film è una produzione indipendente con un budget di 5 milioni di dollari. La trama del film è molto simile al romanzo di Stephen King Cell, ma la realizzazione dei due progetti è avvenuta in contemporanea.

## Distribuzione
Il film è stato presentato in anteprima al Sundance Film Festival il 22 gennaio 2007. Il film è stato acquistato dalla Magnolia Pictures e distribuito negli Stati Uniti con una censura di tipo R, a causa di scene di violenza e breve nudità. Negli Stati Uniti è stato distribuito nelle sale con un numero limitato di copie il 22 febbraio 2007 e distribuito in DVD il 10 giugno 2008. La promozione del film ha compreso anche la distribuzione di un cortometraggio scaricabile in podcast dal sito horror bloody-disgusting.com.
In Italia il film è stato distribuito dalla One Movie in pieno periodo estivo il 4 luglio 2008 ed in seguito reso disponibile per il mercato home video.